# 凡-韦勒
凡-韦勒（法語：Fains-Véel，法語發音：[fɛ̃ vɛl]）是法国默兹省的一个市镇，属于巴勒迪克区。该市镇于1973年由原市镇凡莱苏尔斯（Fains-les-Sources）和韦勒（Véel）合并而成。

## 地理
凡-韦勒（48°47'25"N, 5°7'34"E）面积18.3 平方千米，位于法国大東部大區默兹省，该省份为法国西北部内陆省份，北与比利时接壤，西接马恩省和阿登省，南至上马恩省和孚日省，东临默尔特-摩泽尔省。
与凡-韦勒接壤的市镇（或旧市镇、城区）包括：巴勒迪克、伯奥讷、索河畔伯雷、沙尔多涅、巴鲁瓦地区孔布勒、瓦勒多尔南、索河畔特雷蒙。
凡-韦勒的时区为UTC+01:00、UTC+02:00（夏令时）。

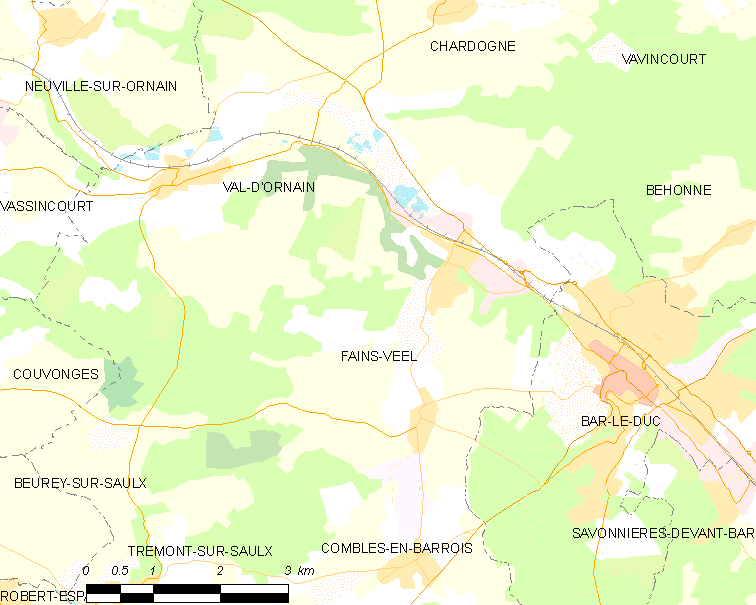
凡-韦勒的OSM定位图

## 行政
凡-韦勒的邮政编码为55000，INSEE市镇编码为55186。

## 政治
凡-韦勒所属的省级选区为巴勒迪克第二县。

## 人口

1962-2008年间凡-韦勒人口变化图示

凡-韦勒于2022年1月1日时的人口数量为2088人。